# John Fowler (ingénieur)
Pour les articles homonymes, voir John Fowler et Fowler.
John Fowler (15 juillet 1817 – 10 novembre 1898), 1er baronnet, est un ingénieur des chemins de fer dans la Grande-Bretagne victorienne. Il a contribué à construire le premier métro à Londres, la ligne Metropolitan dans les années 1860, une courte ligne construite par la méthode tranchée couverte. Sa plus belle réalisation est le pont de chemin de fer du Forth construit dans les années 1880.

## Ponts
Avec Sir Benjamin Baker, il conçoit le Forth Bridge, un pont cantilever, et Millwall Dock dans l'est de Londres. Il est rappelé après l'accident ferroviaire de Norwood Jonction, quand un pont de chemin de fer en fonte sur la ligne Londres-Brighton s'est brisé au passage d'un train (1891). La poutre s'est brisée à cause d'une cavité interne qui n'avait pas été détectée lors de l'installation. Comme il a conçu et construit la plupart des ponts sur la ligne, il indique que la plupart devraient être renforcés ou remplacés, étant donné l'augmentation du poids des locomotives en service depuis la construction des ponts. Les poutrelles en fonte des ponts ont souvent cédé et le Board of Trade interdit leur utilisation même dans les piliers après l'accident de Norwood.

### Pont du Forth

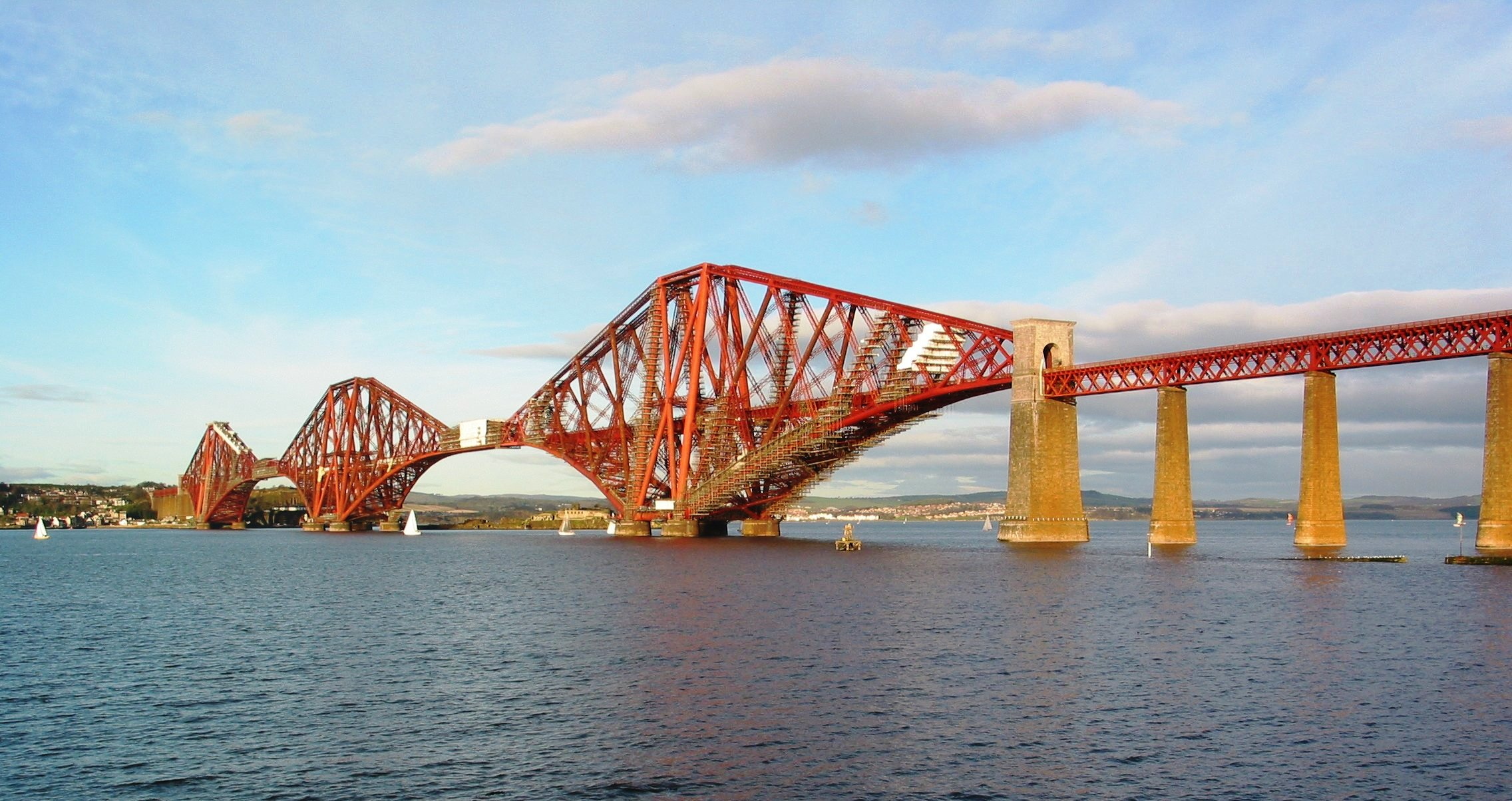
Forth Bridge

En collaboration avec Benjamin Baker et William Arrol il conçoit et construit le célèbre pont de chemin de fer de Forth en utilisant le principe du cantilever. La construction créé une liaison ferroviaire continue de Édimbourg à Aberdeen, la conception et remplace une proposition antérieure de William Bouch pour un pont suspendu dont les plans, après la catastrophe du Pont de Tay, ont été mis au rebut.
Le pont est construit entièrement en acier, beaucoup solide que la fonte. Il utilise des tubes d'acier creux pour créer le cantilever, c'est alors le plus grand pont du monde dans le genre. Le pont est, aujourd'hui encore, considéré comme une merveille d'ingénierie. Ce pont, qui mesure au total 2 528 m et surplombe de 46 m le niveau de la marée haute, est en réalité un assemblage de deux ponts cantilever mis bout à bout. Il est constitué de quinze petites arches de 51 mètres chacune (dix au sud et cinq au nord), de deux arches latérales de 207 m, et des deux arches principales d’une portée unitaire de 521 mètres. Chaque arche principale est composée de deux bras en porte-à-faux de 207 m qui supportent la poutre centrale du pont (106 m), placée à 46 m au-dessus de l’eau à marée haute. Les trois tours qui soutiennent le cantilever ont une hauteur de 104 m et reposent sur des caissons profonds de 27 m, en partie construits grâce à de l’air comprimé. À son apogée, environ 4600 travailleurs ont été employés dans sa construction. Il a été enregistré que 57 personnes ont perdu la vie, mais après des recherches approfondies par les historiens, le chiffre a été réévalué à 98.
Il réalise la construction d’ouvrages quasi identiques : le pont Albert Edward Bridge (en) de Coalbrookdale, Shropshire, en 1864, le pont Victoria Bridge (en) de Upper Arley, Worcestershire, en 1861.
Tous deux sont encore en service. Albert Edward Bridge sur la ligne de chemin de fer entre Lightmoor Junction (en) et Ironbridge Power Station (en). Le pont Victoria sur la ligne du Severn Valley Railway (en) entre Arley et Bewdley.
À la suite de la mort de Isambard Kingdom Brunel en 1859, Fowler a été choisi par la Great Western Railway comme ingénieur-conseil, et un modèle de la locomotive GWR Sir Watkin Class (en) fut baptisé Fowler en son honneur.

## Fowler's Ghost

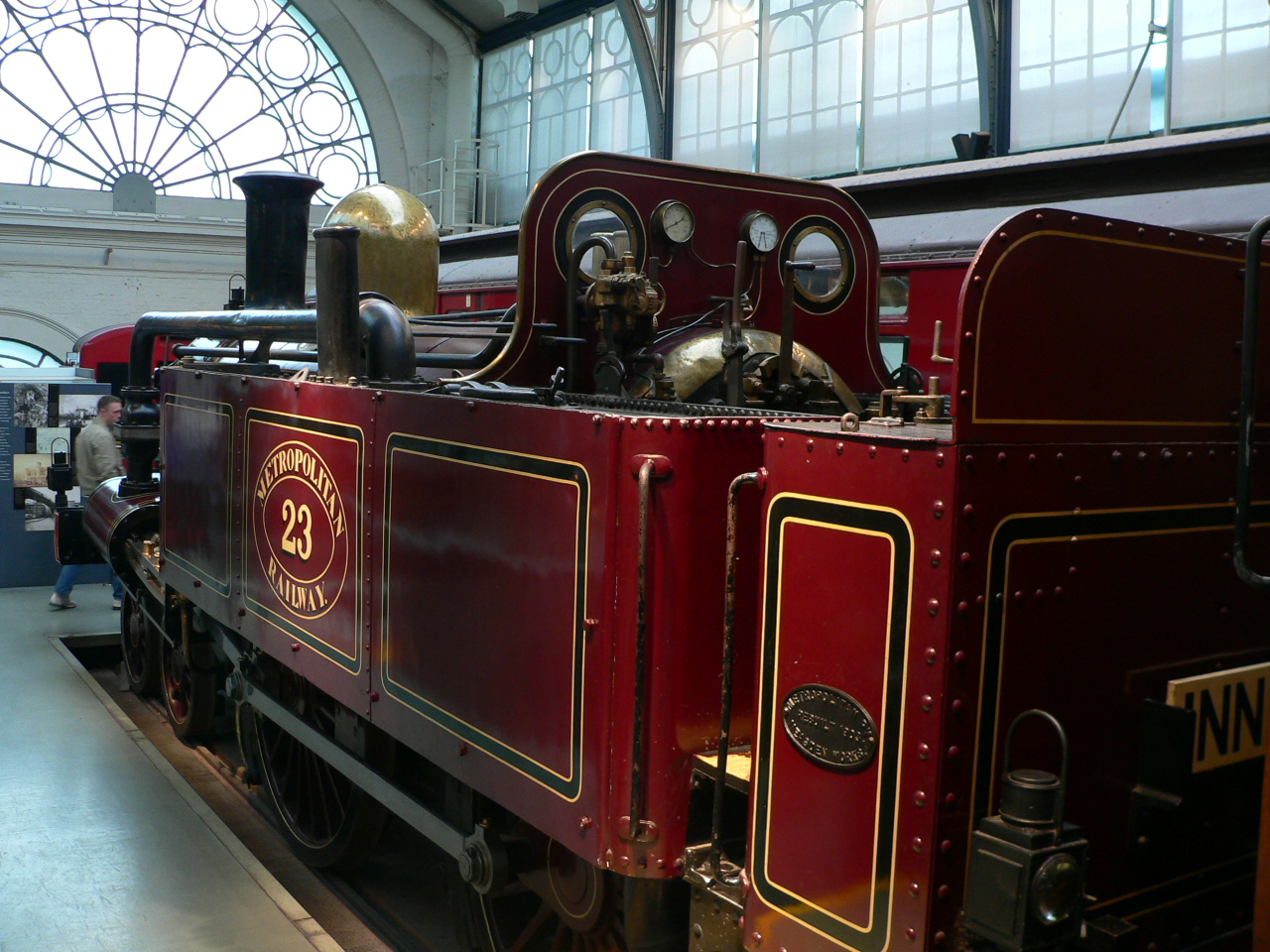
Locomotive à vapeur no 23 de la Metropolitan Railway seule locomotive restant du premier métro, est conservée au Musée du transport de Londres

Fowler est aussi le concepteur d'une locomotive expérimentale sans foyer (surnommé Fowler's Ghost), qui est expérimentée sur la Metropolitan Railway dans les années 1860. L'énergie est stockée dans des briques chauffées (sur le même principe que le chauffe-eau), mais c'est un échec.
Les plans de trois modèles différents sont produits, mais une seule locomotive est effectivement construite, ce qui conduit à une certaine confusion. Le plan de la première conception est publié dans certains livres comme une représentation réelle de la machine, même si elle n'a jamais été construite.
La locomotive qui est effectivement construite, par Robert Stephenson and Company, est une motrice voie large 2-4-0. Elle est assez conventionnelle d’apparence, mais très différente à l'intérieur. La chaudière a un foyer normal relié à une grande chambre de combustion contenant une quantité de briques réfractaires. La chaudière est de type tubulaire. La vapeur d'échappement est condensée par un jet d'eau et il y a une pompe pour maintenir le vide dans le condenseur. L'idée est que cela fonctionne comme une simple chaudière à charbon dans la locomotive, à l’extérieur, à l'approche d'un tunnel, les régulateurs seront fermés et de la vapeur serait produite à l'aide de la chaleur stockée par les briques réfractaires. Elle est inaugurée en 1861 mais c'est un échec lamentable.
À la suite de cet essai infructueux un troisième prototype est étudié, un châssis 4-2-2 cette fois. Il y a aussi un stockage de chaleur par briques mais au-dessus d’une chaudière à tambour avec un deuxième réservoir vapeur / eau pour autoriser d'importantes variations de niveau d'eau. Cette machine n'a jamais été construite et, des locomotives à vapeur classiques avec des appareils à condensation ont été utilisées.
La Metropolitan Railway met en vente la locomotive 2-4-0 en 1865 et certaines parties de celle-ci ont été achetées par Isaac Watt Boulton.

## Fin de vie
En 1865, il est élu président de l’Institution of Civil Engineers, son plus jeune président. En 1890, il reçoit le titre de baronnet, Fowler of Braemore.
Il est mort à Bournemouth, Dorset, à l'âge de 81 ans et est inhumé dans le cimetière de Brompton à Londres.
Son fils lui a succédé à la baronnie, Sir Arthur John Fowler, 2e baronnet († 25 mars 1899). La baronnie a disparu en 1933.